# NGC 692
NGC 692 (również PGC 6642) – galaktyka spiralna z poprzeczką (SBbc), znajdująca się w gwiazdozbiorze Feniksa. Odkrył ją John Herschel 2 października 1834 roku.
W galaktyce tej zaobserwowano dwie supernowe: SN 2007st i SN 2010aa.